# سستک
سستک، روستایی در دهستان زرآباد غربی بخش کاروان شهرستان زرآباد در استان سیستان و بلوچستان ایران است.

## جمعیت
بر پایه سرشماری عمومی نفوس و مسکن در سال ۱۳۹۵، جمعیت این روستا برابر با * نفر (* خانوار) بوده‌است.